# Arché
Para os filósofos pré-socráticos, a arché ou arqué (em grego clássico: ἀρχή), seria o elemento que deveria estar presente em todos os momentos da existência de todas as coisas do mundo. No caso de Tales de Mileto, por exemplo, a água era um elemento puro, e através dela podia-se criar várias coisas; o início, o desenvolvimento e o fim de tudo. Princípio único. 
Um dos pré-socráticos, Diógenes de Apolônia, explicou o raciocínio que levou os filósofos desse período à ideia de arché:
"[..] Todas as coisas são diferenciações de uma mesma coisa e são a mesma coisa. E isto é evidente. Porque se as coisas que são agora neste mundo - terra, água, ar e fogo e as outras coisas que se manifestam neste mundo -, se alguma destas coisas fosse diferente de qualquer outra, ele seria diferente  e diferenciava sua natureza própria e se não permanecesse, então não permaneceria puro, e através disso descobriu que ocorreu muitas mudanças e diferenciações, então as coisas não poderiam, de nenhuma maneira, misturar-se umas as outras, nem fazer bem ou mal umas as outras, nem a planta poderia brotar da terra, nem um animal ou qualquer outra coisa vir a existência, se todas as coisas não fossem compostas de modo a serem as mesmas. Todas as coisas nascem, através de diferenciações, de uma mesma coisa, ora em uma forma, ora em outra, retomando sempre a mesma coisa."

## Os princípios (arché)

### Tales de Mileto: aágua
Para Tales de Mileto, a arché seria a água. Jostein Gaarder observa que provavelmente ao visitar o Egito, Tales observou que os campos ficavam fecundos após serem inundados pelo Nilo. Tales então viu que o calor necessita de água, que o morto resseca, que a natureza é úmida, que os germens são úmidos, que os alimentos contêm seiva, e concluiu que o princípio de tudo era a água.
É preciso observar que Tales não considerava a arché água como nosso pensamento de água líquida, e sim, na água em todos os seus estados físicos. Tudo, então, seria a alteração dos diferentes graus desta. 
Aristóteles atribuiu a Tales a ideia de uma causa material como origem de todo o universo.
“... a água é o princípio de todas as coisas...”

### Anaximandro de Mileto: oÁpeiron
Rudini observa que Anaximandro tinha um argumento contra Tales: o ar é frio, a água é úmida, e o fogo é quente, e essas coisas são antagônicas entre si, portanto um o elemento primordial não poderia ser um dos elementos visíveis, teria que ser um elemento neutro, que está presente em tudo, mas está invisível.
Anaximandro foi um dos pré-socráticos que mais se diferenciou na sua concepção da arché por não a ver como um elemento determinado, material. Considerava o infinito como o princípio das coisas, e o chamou de Éter, considerava então, que o limitado não poderia ser a origem das coisas limitadas. Explica que as coisas nascem do infinito através de um processo de separação dos contrários (seco-úmido).
"Anaximandro ainda afirmaria que os primeiros animais nasceram no elemento líquido e, pouco a pouco, vieram para o ambiente seco, mudando o seu modo de viver por um processo de adaptação ao ambiente, extremamente coerente com as teorias evolucionistas de Charles Darwin."
“... o ilimitado é imortal e indissolúvel...”

### Anaxímenes de Mileto: oar
Anaxímenes de Mileto, discípulo de Anaximandro, discorda de que os contrários podem gerar várias coisas. Colocou o ar como Arché, porque o ar, melhor que qualquer outra coisa, se presta à variações, e também devido a necessidade vital deste para os seres vivos. A rarefação e condensação do ar formam o mundo. A alma é ar, o fogo é ar rarefeito; quando acontece uma condensação, o ar se transforma em água, se condensa ainda mais e se transforma em terra, e por fim em pedra.
Destacou-se por ser o primeiro a fornecer a causa dinâmica que faz todas as coisas derivarem do princípio uno (condensação e rarefação).
“... do ar dizia que nascem todas as coisas existentes, as que foram e as que serão, os deuses e as coisas divinas...”

### Xenófanes de Cólofon: a terra
O elemento primordial para Xenófanes é a terra, através do elemento terra desenvolve sua cosmologia. Sua filosofia tinha sua lógica, pois, afinal, tudo o que existe começa na terra e tudo volta para a terra, tanto animais quanto plantas.
Apesar de tudo, ainda temos aqueles que acreditam que a água seja o começo e questionam o porquê da terra como justificativa, se a maior parte do planeta era feita de água. Tal questão era respondida com a justificação de que o fundo do oceano era feito de terra.
“... tudo sai da terra e tudo volta à terra...”

### Heráclito de Éfeso: ofogo
Heráclito atribuiu o fogo como princípio de todas as coisas. "O fogo transforma-se em água, sendo que uma metade retorna ao céu como vapor e a outra metade transforma-se em terra. Sucessivamente, a terra transforma-se em água e a água, em fogo."
Mas Heráclito era mobilista e afirmava que todas as coisas estão em movimento como um fluxo perpétuo. Ou seja, usa o fogo apenas como símbolo de todo este movimento. Heráclito imaginava a realidade dinâmica do mundo sob a forma de fogo, com chamas vivas e eternas, governando o constante movimento dos seres.
“... descemos e não descemos nos mesmos rios; somos e não somos...”

### Pitágoras de Samos: onúmero
Os pitagóricos interessavam-se pelo estudo das propriedades dos números - para eles o número (sinônimo de harmonia) era considerado como essência das coisas - é constituído então da soma de pares e ímpares, noções opostas (limitado e ilimitado) respectivamente números pares e ímpares expressando as relações que se encontram em permanente processo de mutação. Teriam chegado à concepção de que todas as coisas são números.
“... o princípio das matemáticas é o princípio de todas as coisas...”
Os pitagóricos se dispersam e passam a atuar amplamente no mundo helênico, levando a todos os setores da cultura o ideal de salvação do homem e da polis através da proporção e da medida.

### Empédocles de Agrigento: osquatro elementos
Empédocles acreditava que a natureza possuía quatro elementos básicos, ou raízes: a terra, o ar, o fogo e a água. Não é certo, portanto, afirmar que “tudo” muda. Basicamente, nada se altera. O que acontece é que esses quatro elementos diferentes simplesmente se combinam e depois voltam a se separar para então se combinarem novamente. O que unia e desunia os quatro elementos eram dois princípios: o amor e o ódio. Os quatro elementos e os dois princípios seriam eternos e imutáveis, mas as substâncias formadas por eles seriam pouco duradouras.
Jostein Gaarder afirma que talvez Empédocles tenha visto uma madeira queimar, alguma coisa aí se desintegra. Alguma coisa na madeira estala, ferve, é a  água, a fumaça é o ar, o responsável é o fogo, e as cinzas são a terra. As verdades não seriam mais absolutas, como nos eleatas, mas proporcionais à medida humana. As coisas são imóveis, mas o que percebemos com os sentidos não é falso. Então, as duas forças atuariam nas substâncias, o amor e o ódio. O amor agiria como força de atração e união, o ódio como força de dissolução. Em quatro fases, existe a alternância dos dois. Estabelece um ciclo, com a tensão da convivência dessas forças motrizes.

### Anaxágoras de Clazomena: ashomeomerias
Anaxágoras achava que a natureza era composta por uma infinidade de partículas minúsculas, invisíveis a olho nu. Assim, em tudo existia um pouco de tudo. Segundo Jostein Gaarder, de certa forma, nosso corpo também é construído dessa forma. Se retiro uma célula da pele de meu dedo, o núcleo desta célula contém não apenas a descrição da minha pele. Em cada uma das células existe uma descrição detalhada da estrutura de todas as outras células do meu corpo. Em cada uma das células existe, portanto, “um pouco de tudo”. O todo está também na menor das partes.
Anaxágoras chamou as infinitas partículas de homeomerias, ou sementes invisíveis, que diferiam entre si nas qualidades. Todas as coisas resultariam da combinação das diferentes homeomerias.
“...todas as coisas estavam juntas, ilimitadas em número e pequenez, pois o pequeno era ilimitado...”

### Demócrito: osátomos
Os atomistas seguiram a linha de que a natureza era composta por partículas infinitas. Diziam que tudo que realmente existia era constituído de átomos e de vazio (este último os espaços entre os átomos). Considera que nada pode surgir do nada, assim, os átomos eram eternos, imutáveis e indivisíveis. O que acontecia, era que eles eram irregulares e podiam ser combinados para dar origem aos corpos mais diversos. Demócrito é considerado o mais lógico dos pré-socráticos.
Convém acrescentar, contudo, que o suposto equívoco de Demócrito seria, grosso modo, um erro de nomenclatura dos descobridores do átomo. Ao teorizarem e, posteriormente, visualizarem a estrutura atômica, deram-lhe o nome de "átomo" em referência às ideias de Demócrito. O fato dessa estrutura ser composta e, portanto, divisível, deve-se mais a um erro de atribuição do que à má fundamentação da visão atomista.